# Grand Paris
(Nicolas Sarkozy, Déclaration de M. Nicolas Sarkozy, Président de la République, sur l'architecture et la politique du patrimoine, à Paris le 17 septembre 2007)

Mappa storica dell'Île-de-France, prima della Rivoluzione francese, con le delimitazioni attuali di dipartimenti e comuni.

Mappa del Dipartimento della Senna tra il 1790 e il 1860 (Parigi consta di 12 arrondissement municipali).

Mappa del Dipartimento della Senna tra il 1860 e il 1968 (Parigi consta di 20 arrondissement municipali).

Mappa dell'unità urbana (in e) e dell'area urbana (in) di Parigi.

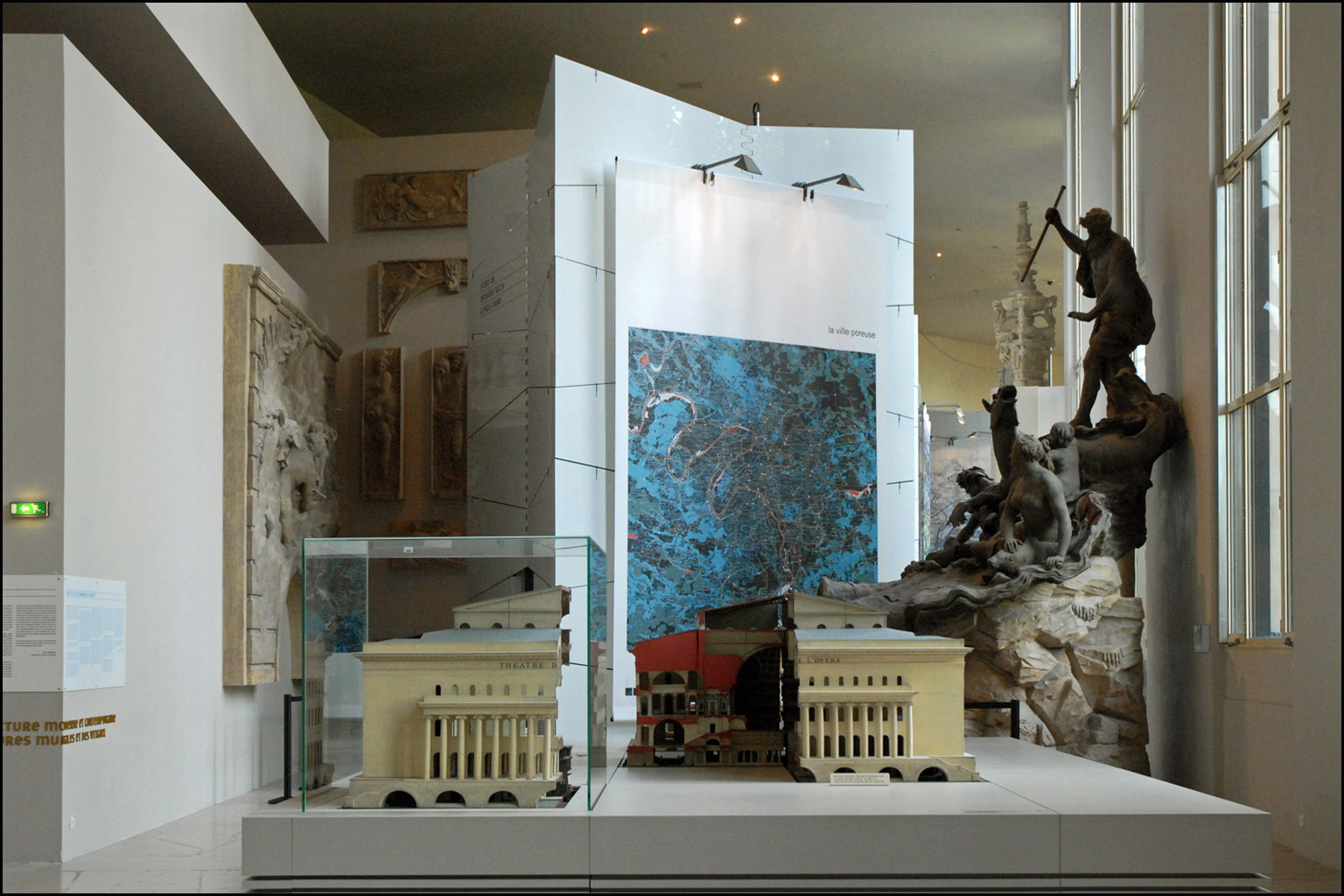
Foto dell'esposizione "Le Grand Paris de l'agglomération parisienne" alla Cité de l'architecture et du patrimoine.

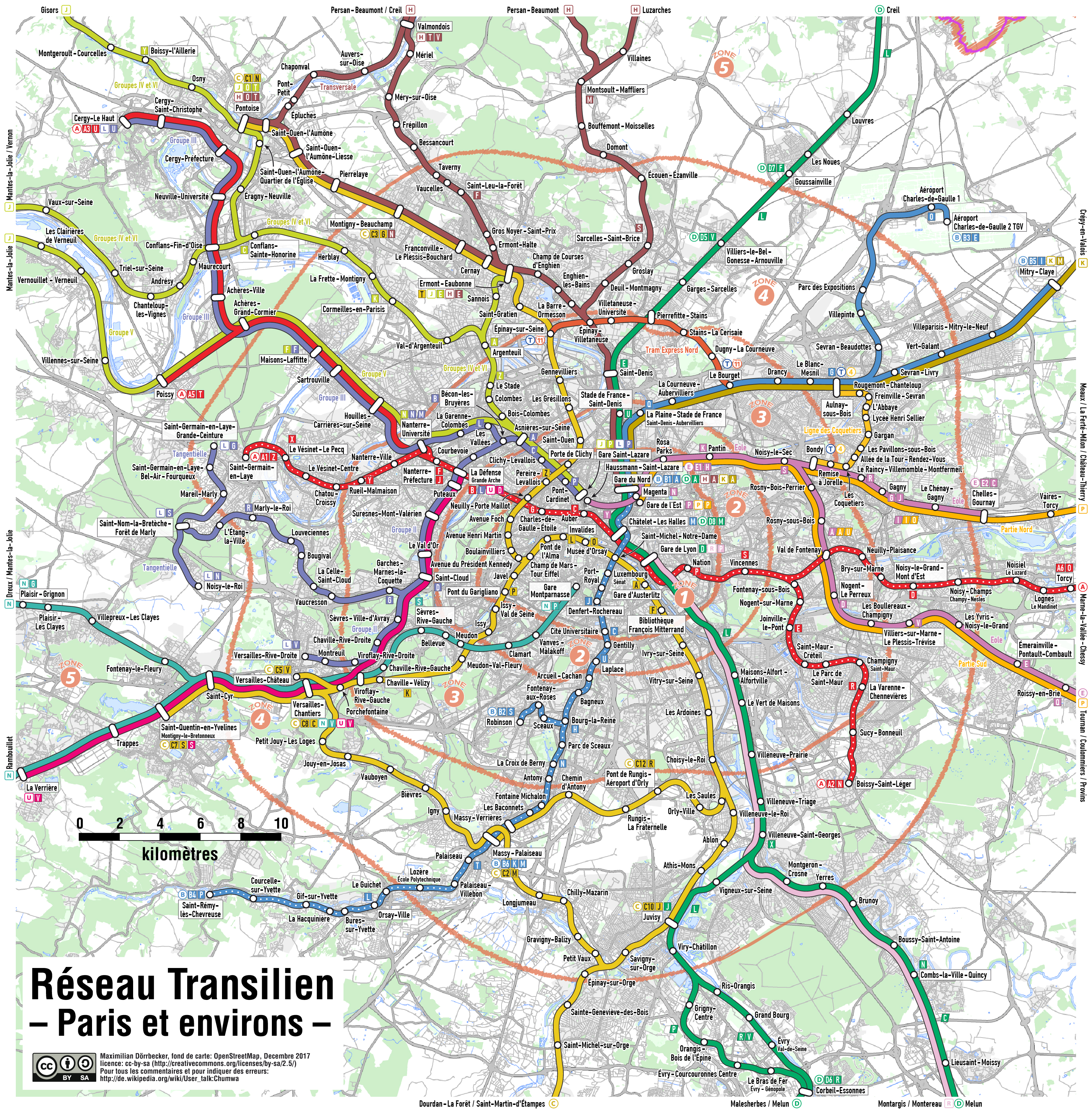
Mappa della rete Transilien (RER e non RER) di Parigi e della piccola corona.

Schema del Grand Paris Express (2011-2013), nella versione iniziale, con le quattro linee di metropolitana.

Schema del Grand Paris Express (dal 2013), nella versione attuale, con le sei linee di metropolitana.

Mappa della Métropole du Grand Paris all'interno dell'Île-de-France.

Mappa della Métropole du Grand Paris, si notano con i diversi colori i dodici territori che la compongono e inoltre i quattro dipartimenti e i centotrentuno comuni.

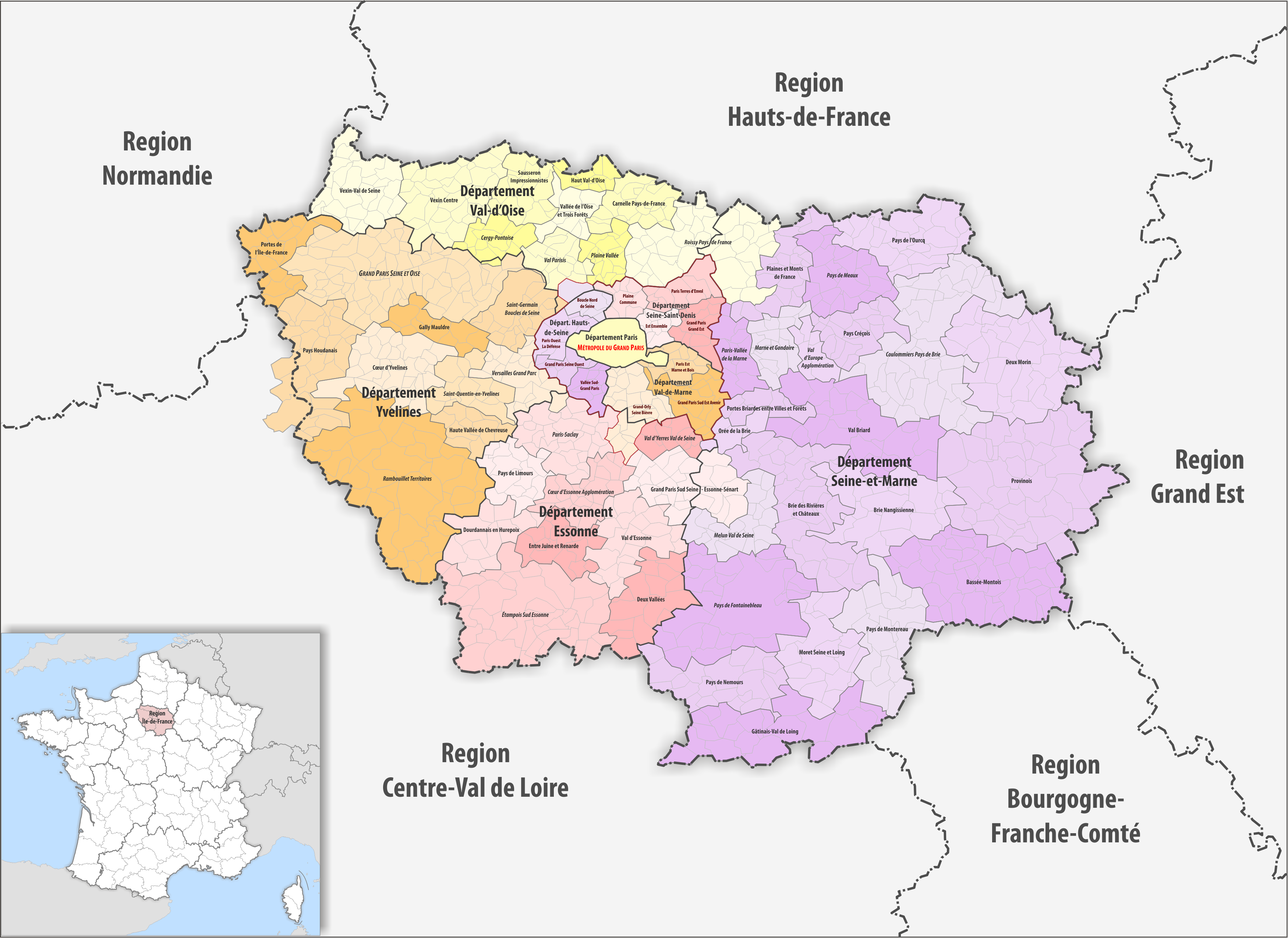
Mappa delle Intercomunalità dell'Île-de-France al gennaio 2018.

Il Grand Paris (in italiano: Grande Parigi) è un progetto che mira a trasformare Parigi e la sua agglomerazione in una grande metropoli mondiale del XXI secolo, al fine di migliorare la qualità della vita dei suoi abitanti, di correggere le ineguaglianze territoriali e di costruire una città sostenibile.
Questo progetto, immaginato e promosso dal presidente Sarkozy dal 2008, è portato avanti, nel governo Fillon, da un segretariato di Stato specialmente creato per l'occasione: il secrétariat d'État chargé du Développement de la région capitale, il cui primo e unico titolare è stato Christian Blanc. A seguito di una prima fase di concertazione, egli propose di creare dei nuovi poli economici importanti attorno a Parigi e anche la creazione di una rete di trasporto pubblico performante del Grand Paris, che collegherebbe questi poli agli aeroporti, alle stazioni ferroviarie TGV e al centro di Parigi. La Société du Grand Paris è l'ente pubblico incaricato di creare questa nuova metropolitana automatica («Grand Paris Express») nella banlieue parigina. Inoltre, il progetto prevede la creazione del polo tecnologico Paris-Saclay nella regione del plateau de Saclay, a venti chilometri a sud di Parigi.
Il progetto è anche istituzionale. Si tratta di creare una struttura di governance tra Parigi e la sua agglomerazione densa, la Métropole du Grand Paris, che raggruppa, al termine del progetto di legge di "modernizzazione dell'azione pubblica territoriale e d'affermazione delle metropoli", adottato dal Parlamento francese nel dicembre 2013, il comune di Parigi, i comuni dei dipartimenti di Hauts-de-Seine, di Seine-Saint-Denis e di Val-de-Marne e alcuni comuni dei dipartimenti della "grande corona" parigina. La creazione di questa Métropole a statuto particolare è avvenuta il 1º gennaio 2016, data alla quale sono state rimpiazzate l'insieme delle "comunità di comuni" (CC) e delle "comunità di agglomerazione (CA) a cui appartenevano questi comuni per degli "enti pubblici territoriali" (EPT).
Il Grand Paris è da non confondere con l'Aire urbaine de Paris (che è l'area metropolitana di Parigi), l'Unité urbaine de Paris (che è l'agglomerazione di Parigi), la Métropole du Grand Paris (che è una intercomunalità), la Societé du Grand Paris (che è l'ente pubblico incaricato del GPE), il Grand Paris Express (che è un progetto ferroviario), l'Atelier international du Grand Paris (che è un gruppo di riflessione), il Forum métropolitain du Grand Paris (ex Paris Métropole, che è un'associazione di collettività locali) o il Grand Paris Aménagement (che è l'ente pubblico incaricato della pianificazione territoriale).

## Storia
Con Grand Paris storico si intendono i progetti e gli eventi che nel tempo hanno portato a trasformazioni, ampliamenti e modifiche alla città o all'assetto di Parigi e che, anche se spesso non in maniera esplicita, sottindendevano un'idea di una Grande Parigi; con Grand Paris attuale si intendono i progetti e gli eventi più recenti di trasformazione, ampliamento e modifiche alla città o all'assetto di Parigi e, in questo caso, nell'accezione contemporanea di una Grande Parigi.

### Cronologia delGrand Paris storico
XVIII secolo
- 1790 – Il decreto del 22 dicembre 1789 riorganizza e divide la Francia – abolendo le antiche province francesi – in ottantatré dipartimenti, tra i quali il dipartimento di Parigi rinominato nel 1795 in dipartimento della Senna (che comprendeva ottantuno comuni tra cui Parigi). L'antica provincia dell'Île-de-France è riorganizzata in cinque dipartimenti: Senna, Senna e Marna, Seine-et-Oise, Oise e Aisne. In un certo senso un Grand Paris è esistito dal 1790 al 1967 alla scala e nella forma del dipartimento della Senna[3].

XIX secolo
- 1852-1870 – Trasformazione di Parigi sotto il Secondo Impero.
- 16 giugno 1859 – La "legge sull'estensione dei Limiti di Parigi" detta legge Riché (dal nome dell'autore) prevede, su domanda espressa di Napoleone III, che i "Faubourgs de Paris" situati tra l'antica cinta daziaria di Parigi (Mur des Fermiers généraux) e la cinta di Thiers (creata tra il 1841 e 1844, approssimativamente tra gli attuali boulevards des Maréchaux e boulevard périphérique di Parigi) siano annessi a Parigi.
- 10 ottobre 1859 – Napoleone III rimette al Barone Haussmann il decreto imperiale relativo alle competenze del prefetto della Senna e del prefetto di polizia.
- 1º gennaio 1860 – Effettiva annessione a Parigi di undici comuni suburbani e nuova divisione di Parigi in venti arrondissement; la superficie Parigi da 34,38 km² nel 1859 ai 78,02 km² nel 1860; nel 1861 essa consta di 1 667 841 abitanti.
- 1860 – Progetto di un Grand Paris di Napoleone III, che si estendeva da Saint-Germain-en-Laye a Marne-la-Vallée.
- 1890 – La legge del 22 marzo è la prima legge sulle intercomunalità e istituisce i syndicats intercommunaux à vocation unique (SIVU), con i quali diversi comuni si associano per la gestione di un servizio.

Prima parte del XX secolo (1900-1933)
- 1913 – La Commission d'extension de la Préfecture de la Seine pubblica un rapporto sulla pianificazione, l'organizzazione e l'estensione di Parigi, con diverse analisi comparative (Bordeaux, Lille, Roubaix, Toulouse, Londra) e in particolare riportando l'esempio dell'associazione di comuni Verband Groß-Berlin (del 1911), che aveva poi condotto alla creazione del Groß-Berlin (nel 1920).
- 1923 – Creazione del Syndicat des Eaux d'Île-de-France (SEDIF), che assicura, ancor'oggi, l'alimentazione di acqua potabile di 150 comuni nell'Île-de-France.
- 1924 – Creazione del Syndicat intercommunal de la périphérie de Paris pour les énergies et les réseaux de communication (SIPPEREC), che assicura, ancor'oggi, l'elettricità e le reti di comunicazione in 113 collettività nell'Île-de-France.
- 1931 – Jean Raymond-Laurent, consigliere municipale di Parigi, pubblica il libro Paris, sa vie municipale. Vers le plus grand Paris (ripubblicato nel 1937), nel quale evocava la fusione dei 20 arrondissement parigini e di 80 comuni del dipartimento della Senna per creare un «Plus Grand Paris».[4]
- 1932 – André Morizet, sindaco di Boulogne-Billancourt, pubblica il libro «Du vieux Paris au Paris moderne. Haussmann et ses prédécesseurs», nel quale riprende l'espressione Grand Paris.[5]

Seconda parte del XX secolo (1934-1966)
- 1936 – A Henri Sellier, sindaco di Suresnes, e ad André Morizet è affidata una missione sulla riforma amministrativa del Grand Paris.[6]
- 1947-1949 – Il geografo Jean-François Gravier pubblica il libro «Paris et le désert français» e, due anni dopo, «Mise en valeur de la France», in quest'ultimo libro in particolare propone di creare sedici grandi regioni (che all'epoca ancora non esistevano) e un «Grand Paris».
- 1954 – Parigi raggiunge i suoli limiti comunali attuali (105,40 km²), a seguito di alcune estensioni dei limiti esterni degli arrondissement esterni; essa aveva una superficie di 78,02 km² nel 1860 e di 34,38 km² nel 1859).
- 1956 – Il decreto ministeriale del 28 novembre, crea la Region parisienne che comprende 3 dipartimenti: Senna, Senna-e-Marna e Senna-e-Oise (l'antica provincia dell'Île-de-France comprendeva anche i dipartimenti Oise e Aisne).[7]
- 1959 – L'ordinanza nº 59-29 del 5 gennaio istituisce i syndicats intercommunaux à vocation multiple (SIVU), con i quali diversi comuni si associano per la gestione di diversi servizi.
- 1959 – L'ordinanza nº 59-272 del 4 febbraio, relativa all'organizzazione della regione di Parigi, istituisce il Distretto della Regione di Parigi, che unisce i dipartimenti e i comuni della regione.[8]
- 4 maggio 1960 – Creazione dell'Institut d'aménagement et d'urbanisme de la Région parisienne, l'agenzia di urbanistica della Région parisienne. L'agenzia cambierà di nome nel corso della sua storia: IAURP (1960-1976), IAURIF (1976-2008) e IAU île-de-France (dal 2008). Le sue missioni sono analizzare, valutare e proporre delle politiche e delle azioni pubbliche, produrre degli studi e della conoscenza e immaginare degli scenari per il futuro.
- 1961 – La legge nº 61-845 del 2 agosto, relativa all'organizzazione della regione di Parigi, conferma la creazione del distretto della regione di Parigi, con a capo un delegato generale, Paul Delouvrier.[9]
- 1963-1973 – Politica delle villes nouvelles, con la creazione delle città di Évry, Cergy-Pontoise, Saint-Quentin-en-Yvelines e Marne-la-Vallée.
- 1964 – La legge nº 64-707 del 10 luglio, sulla reorganizzaione della regione parigina, sopprime i dipartimenti della Senna e della Senna-e-Oise e crea al loro posto sette nuovi dipartimenti; la Senna e Marna non fu modificata[10]. Il successivo decreto nº 69-792 del 19 settembre 1967 fisserà l'entrata in vigore della precedente legge al 1º gennaio 1968.

Terza parte del XX secolo (1967-1999)
- 3 luglio 1976 – Creazione dell'Atelier parisien d'urbanisme, l'agenzia di urbanistica della città di Parigi, incaricata di studiare e analizzare le evoluzioni urbane e sociali, di partecipare alla definizione delle politiche pubbliche di pianificazione e di sviluppo e di contribuire all'elaborazioni degli orientamenti delle politica urbana parigina, in particolare nei piani urbanisti e nei progetti nella città di Parigi (e poi negli anni successivi anche alla scala della sua agglomerazione).
- 6 maggio 1976 – La legge nº 76-394 del 6 maggio, sulla creazione e la riorganizzazione della regione dell'Île-de-France, istituisce ufficialmente la regione amministrativa e la denominazione Île-de-France sostituisce quella di région parisienne.[11]
- 8 dicembre 1977 – Messa in servizio della linea RER A e linea RER B del Réseau express régional d'Île-de-France (RER); il primo troncone del Métro régional era stato messo in servizio il 14 dicembre 1969.
- 2 marzo 1982 – Legge Defferre sulla decentralizzazione relativa ai diritti a alle libertà dei comuni, dei dipartimenti e delle regioni ("Acte I de la décentralisation"). La legge è completata da una seconda legge del 22 luglio.[12][13]
- 1982 – Creazione delle missioni locali per l'inserimento professionale e sociale dei giovani, incaricate di aiutare i giovani a risolvere l'insieme dei problemi legati al loro inserimento professionale e sociale.
- Gennaio e luglio 1983 – Promulgazione di due leggi Defferre sulla decentralizzazione, la prima relativa alla ripartizione delle competenze tra i comuni, i dipartimenti, le regioni e lo Stato e la seconda in completamento della legge precedente ("Acte I de la décentralisation").[14][15]
- Novembre 1983 – Lancio della missione interministeriale «Banlieue 89», animata dagli architetti Roland Castro e Michel Cantal-Dupart. La missione, voluta dal presidente Mitterrand, trae origine dall'associazione omonima creata dai due architetti nel 1981, il cui obiettivo principale era migliorare l'urbanistica delle banlieues. La missione scompare nel 1991, fondendosi nella Délégation interministérielle à la Ville (DIV).[16][17]
- 1988 – L'architetto e urbanista francese Claude Vasconi pubblica «Appel pour une métropole qui s'appelle Paris», sulla rivista Urba, nel quale – insieme ad altri architetti e urbanisti – propone di fare di Parigi una metropoli di 2.000 km² e di rompere i limiti territoriali tra Parigi e la sua banlieue.
- 1991 – La sociologa ed economista statunitense Saskia Sassen pubblica il saggio «The Global City: New York, London, Tokyo», la città di Parigi è esclusa (nel titolo del saggio) dalla sua idea di città globale, perché, a suo avviso, non è un centro finanziario ed economico sufficientemente capace di influenzare l'economia globale.[18]
- 1992 – Legge ATR (Administration Territoriale de la République) relativa all'amministrazione territoriale francese, che rilancia il processo di decentralizzazione e le intercomunalità ("Acte I de la décentralisation").[19]
- 1993 – Conferenza permanente dei presidenti dei consigli regionali del grande bacino parigino, con l'obiettivo di fare del bacino parigino un luogo attrattivo, sostenibile e rivolto verso il Grand Paris.
- 28 gennaio 1998 – Inaugurazione dello Stade de France nel quartiere de La Plaine Saint-Denis (Senna-Saint-Denis), nella vicina banlieue nord di Parigi. A partire dagli anni 1990 il quartiere è stato oggetto di ingenti investimenti che hanno permesso di ridinamizzare questo territorio dal passato industriale. Diverse grandi imprese e studi televisivi si sono installati (lasciando Parigi), facendo diventare La Plaine il secondo polo terziario della regione dopo La Défense. Il quartiere è servito da due stazioni della RER (la linea RER B a "La Plaine - Stade de France" e la linea RER D a "Stade de France - Saint-Denis") e da due stazioni della metropolitana di Parigi (linea 12 e linea 13). Inoltre, nel contesto del Grand Paris Express, la nuova stazione "Saint-Denis Pleyel" sarà servita dalle linee 14, 15, 16 e 17.
- 15 ottobre 1998 – Inaugurazione della nuova linea 14 Méteor ; ecludendo l'estensione o la modifica di linee metropolitane esistenti, la penultima linea a essere inaugurata fu la linea 11 nel 1935 e l'ultima linea fu la vecchia linea 14 nel 1937 (poi incorporata nella linea 13 nel 1976).
- 1999-2011 – Legge Chevènement, relativa al rafforzamento e alla semplificazione della cooperazione intercomunale[20]; l'intercomunalità si sviluppa nell'Île-de-France, in particolare nella grande corona, più difficilmente nella piccola corona.

### Cronologia delGrand Paris attuale
Prima parte del XXI secolo (2000-2024) – I primi anni 2000 e la volontà di concretizzare la realizzazione del Grand Paris
- marzo 2001 – Pierre Mansat è nominato adjoint au Maire de Paris (assessore) incaricato delle relazioni con le collettività dell'Île-de-France.
- 5 dicembre 2001 – Alla "Maison de la RATP", riunione di 400 attori francilieni, su invito della Mairie de Paris e del Presidente del Consiglio regionale dell'Île-de-France, per cominciare un dialogo sulla cooperazione tra Parigi e la banlieue sui temi dello sviluppo sostenibile, l'ambiente, la mobilità e le altre sfide che sono comuni e che possono essere affrontate insieme.
- 2002 – Il governo Raffarin II fa adottare diverse leggi di riforma della collettività territoriali e sulla decentralizzazione ("Acte II de la décentralisation").
- 1º agosto 2003 – Creazione dell'Agence nationale pour la rénovation urbaine (ANRU).
- novembre 2003 – La Ville de Paris, l'Atelier parisien d'urbanisme (APUR) e l'Association des maires de France (AMF) pubblicano la prima carta delle Intercomunalità dell'Île-de-France.
- novembre 2004 – Pubblicazione dello studio di Christian Lefèvre «Paris et les grandes agglomérations occidentales : comparaison des modèles de gouvernance», che inscrive la questione della governance all'agenda di governo.[21]
- 13 maggio 2005 – Un gruppo di urbanisti, di architetti e di esperti lancia un "Appel pour le Grand Paris", nel quale si chiede la creazione di un atelier della metropoli parigina.[22]
- 27 ottobre 2005-17 novembre 2005 – Tre settimane di rivolte nella banlieue francesi, che costituiscono un «detonatore» e conducono a riflettere sull'interazione delle banlieue con Parigi.
- giugno 2006 – Lancio degli atelier dello "schéma directeur de la région d'Ile-de-France" (SDRIF).
- 24 giugno 2006 – Deliberazione del Consiglio regionale dell'Île-de-France per la revisione dello "Schéma directeur de la région Île-de-France" (SDRIF), ovvero del piano urbanistico di livello regionale.
- 7 luglio 2006 – Prima conferenza metropolitana a Vanves, nella quale quarantadue rappresentanti delle collettività dell'agglomerazione parigina si riuniscono per discutere di argomenti comuni, quali l'alloggiamento, i trasporti e lo sviluppo economico.
- 2007 – La Regione Île-de-France lancia l'"Arc Express", un progetto di metropolitana automatica ad anello (attorno a Parigi), principalmente sotterranea e situata nella petite couronne, composto da quattro archi per 60 km complessivi e con circa quaranta stazioni. Nel 2011 l'Arc Express e il Réseau de transport public du Grand Paris sono fusi nel Grand Paris Express.[23][24]
- 26 giugno 2007 – Discorso del Presidente Sarkozy evocante l'avvenire della regione parigina a Roissy, in occasione dell'inaugurazione del Satellite S3 dell'aeroporto di Parigi Charles de Gaulle.[25]
- 17 settembre 2007 – Discorso del Presidente Sarkozy evocante il progetto del Grand Paris, in occasione dell'inaugurazione della Cité de l'architecture et du patrimoine al Palais de Chaillot a Parigi.[2]
- 1º marzo 2008 – Creazione del Secrétariat d'État au développement de la région capitale e nomina di Christian Blanc come segretario di Stato.
- 4 aprile 2008 – Rapporto della Commission Planchou - Scenarii pour la métropole - Paris-Île-de-France demain.[26]
- 8 aprile 2008 – Rapporto di informazione del senatore Philippe Dallier sul Grand Paris.[27]
- 4 giugno 2008 – Lancio della consultazione internazionale «Le Grand Pari(s) de l'agglomération parisienne», nella quale 10 grandi équipes di architetti internazionali sono invitati a presentare le loro proposte per la Parigi del XXI secolo. Le equipes invitate sono 6 francesi (Roland Castro, Jean Nouvel, Christian de Portzamparc, Djamel Klouche, Yves Lion e Antoine Grumbach) e 4 internazionali (Winy Maas, Finn Geipel, Bernardo Secchi e Richard Rogers).[28][29]
- 5 marzo 2009 – Pubblicazione del "rapporto Balladur" realizzato dal Comité pour la réforme des collectivités locales dal titolo «Il est temps de décider».[30]
- 29 aprile 2009 – Discorso del Presidente Sarkozy sul progetto del Grand Paris (ed evocazione del Métro Grand Paris) all'inaugurazione della mostra alla Cité de l'architecture et du patrimoine a Parigi.[31]
- 30 aprile 2009 – Creazione del sindacato misto aperto di idee Paris Métropole, che dal 16 dicembre 2016 sarà rinominato Forum métropolitain du Grand Paris.[32]
- 30 aprile 2009-22 novembre 2009 – Esposizione "Le Grand Paris de l'agglomération parisienne" alla Cité de l'architecture et du patrimoine a Parigi, con i progetti della Consultation internationale «Le Grand Pari(s)».
- 10 febbraio 2010 – Creazione dell'Atelier international du Grand Paris e nomina di Bertrand Lemoine come direttore generale; il consiglio scientifico (dal febbraio 2010 al novembre 2011) è composto dalle 10 equipes che avevano partecipato alla consultazione internazionale del 2008 «Le Grand Pari(s) de l'agglomération parisienne».
- 3 giugno 2010 – Legge nº 597 relativa al Grand Paris e al Réseau de transport public du Grand Paris.[33]
- 7 luglio 2010 – Decreto nº 756 relativo alla Societé du Grand Paris.[34]
- 24 novembre 2010 – Inizio dei lavori al campus di Paris-Saclay, a Palaiseau (Essonne).
- 16 dicembre 2010 – A partire dal 2008 il presidente Sarkozy e il governo Fillon si impegnano in una riforma strutturale delle collettività locali; la riforma si è tradotta in diverse leggi, tra le quali la principale è la "Legge n° 2010-1563 di riforma delle collettività territoriali".[35]
- 26 gennaio 2011 – Il ministro della Città, Maurice Leroy, e il presidente della Regione Île-de-France, Jean-Paul Huchon, siglano un accordo per un tracciato comune per il futuro Grand Paris Express.
- 24 agosto 2011 – Decreto nº 1011-2011 del 24 agosto circa l'approvazione dello schema d'insieme della rete di trasporto pubblico del Grand Paris (Grand Paris Express).[36][37]
- 20 maggio 2012 – Pubblicazione del libro verde: Livre (ou)vert: "Pour une métropole durable : quelle gouvernance ?".[38]
- 6 marzo 2013 – Il governo Ayrault II rimaneggia il progetto del Grand Paris e del Grand Paris Express, che viene modificato e che sarà completato dopo il 2030.[39]
- 28 ottobre 2013-27 febbraio 2014 – Sono firmati i primi 9 "contratti di sviluppo territoriale": Grand Paris Seine Ouest, Campus Sciences et Santé, Sénart, Territoire de la Culture et de la Création, Val de France Gonesse Bonneuil, Roissy Terres de France, Grandes Ardoines, Est Ensemble e Boucle Nord.
- 27 gennaio 2014 – Legge «MAPTAM» nº 58 relativa alla modernizzazione dell'azione pubblica territoriale all'affermazione delle metropoli e creazione della Métropole du Grand Paris; disposizioni poi modificate dalla legge «NOTRe» nº 991 del 7 agosto 2015 relativa alla nuova organizzazione della Repubblica ("Acte III de la décentralisation").
- 31 luglio 2015 – Il decreto nº 980 trasforma l'Agence foncière et technique de la région parisienne (AFTRP) – fondata nel 1962 e incaricata della pianificazione territoriale nell'Île-de-France – nel Grand Paris Aménagement (GPA).
- 1º gennaio 2016 – Istituzione della Métropole du Grand Paris.
- 22 gennaio 2016 – Riunione del primo consiglio della Métropole du Grand Paris, con Patrick Ollier come presidente.
- 4 giugno 2016 – I lavori di genio civile del Grand Paris Express cominciano sul cantiere della stazione di Fort d'Issy - Vanves - Clamart (Linea 15).
- 10 ottobre 2016 – Lancio del concorso di pianificazione, di urbanistica e di architettura «Inventons la Métropole du Grand Paris» a Nogent-sur-Marne; si tratta del più grande concorso europeo di urbanistica, i progetti – di un montante complessivo di 6,4 miliardi di euro – saranno attribuiti il 18 ottobre 2017 e riguardano 56 siti.
- febbraio 2017 – Il Forum métropolitain du Grand Paris, l'Atelier parisien d'urbanisme et l'Institut d'aménagement et d'urbanisme d'Île-de-France pubblicano lo studio «Nouvelle organisation territoriale pour le Grand Paris : quel risque d'effets frontière ?» che propone degli elementi di riflessione (risposte e soluzioni), a seguito dell'istituzione della Métropole du Grand Paris.
- 30 marzo 2017 – La linea 18 del Grand Paris Express è dichiarata di utilità pubblica; con questa decisione, l'insieme della rete può quindi essere costruito.
- 13 settembre 2017 – La città di Parigi è designata come città organizzatrice dei Giochi olimpici estivi del 2024 e diversi siti saranno serviti dal Grand Paris Express, tra cui il villaggio olimpico di Saint-Denis.
- 24 aprile 2018 – Jean-Louis Borloo consegna al Primo ministro francese il suo rapporto «Vivre ensemble, vivre grand», al termine della missione di riflessione, che gli era stata affidata dal Presidente della Repubblica, sulle banlieue e sui quartieri delle politiche urbane[40]. Il rapporto è rapidamente seppellito dal Presidente Macron[41][42].
- 23 maggio 2018 – Lancio del concorso di pianificazione, di urbanistica e di architettura «Inventons la Métropole du Grand Paris 2».
- 25 settembre 2018 – L'architetto Roland Castro consegna al Presidente della Repubblica il suo rapporto «Du Grand Paris à Paris en grand», al termine della missione di riflessione che gli era stata affidata dal Presidente nel mese di giugno 2018[43]. Il rapporto è rapidamente seppellito dal Presidente Macron[44].
- 1º gennaio 2019 – Parigi diventa una collectivité à statut particulier (collettività a statuto particolare) che riunisce insieme il comune e il dipartimento in una nuova entità chiamata «Ville de Paris» (Città di Parigi), a seguito della legge n° 2017-257 del 28 febbraio 2017.[45][46]
- 16 febbraio 2019 – Due decreti (del 14/02) approvano e autorizzano la realizzazione del CDG Express, una connessione ferroviaria diretta tra l'aeroporto di Parigi Charles de Gaulle e la stazione di Parigi Est; la società «Gestionnaire d'infrastructure CDG Express» è il concessionario incaricato di progettare, realizzare, gestire e utilizzare l'infrastruttura, essa è una SAS detenuta da SNCF Réseau e ADP[47][48]. L'azienda ferroviaria incaricata di effettuare il servizio ferroviario è il raggruppamento «Hello Paris» (Keolis e RATP Dev), con i treni Coradia Liner. La linea, i cui lavori cominciano nel 2019, entrerà in servizio dal 1º gennaio 2024.

## Descrizione

### Contesto
| Città             | Popolazione | Area (km²) | Densità   |
| ----------------- | ----------- | ---------- | --------- |
| Grand Paris (MGP) | 7 020 210   | 814,2      | 8 621,8   |
| Londra (GLA)      | 8 825 000   | 1 572      | 5 613,86  |
| New York City     | 8 622 698   | 783,84     | 11 000,58 |
| Tōkyō-to          | 13 839 910  | 2 187,66   | 6 224,66  |

Nella sua storia contemporanea lo spazio urbano di Parigi ha avuto due modificazioni importanti:
- la prima negli anni 1850-'60, a opera del Barone Haussmann e sotto l'impulso dell'imperatore Napoleone III, con la trasformazione di Parigi sotto il Secondo Impero e l'annessione dei comuni esterni alla città di Parigi; in questo primo caso, le modifiche miravano a creare una città più grande, più moderna (all'epoca Parigi era ancora una città medievale) e funzionale, dotata di un regolamento urbano, boulevard, piazze, stazioni ferroviarie, monumenti, spazi verdi, servizi pubblici (illuminazione, fornitura di acqua potabile, fogne e trattamento delle acque reflue), nuovi immobili più salubri e una migliore igiene urbana.
- la seconda nel anni 1950-'60, a opera di Paul Delouvrier e sotto l'impulso del presidente Charles de Gaulle, con la soppressione del Dipartimento della Senna, la creazione delle villes nouvelles, del Réseau express régional d'Île-de-France, della Region parisienne. Nel secondo caso (cento anni dopo) le modifiche miravano a ottenere una migliore e più funzionale organizzazione territoriale e amministrativa, realizzando una sorta di decentralizzazione.

Entrambe queste due modificazioni sono ancora presenti negli anni 2000: la città di Parigi è sempre quella delimitata da Barone Haussmann nel 1860 e l'organizzazione territoriale è sempre quella creata negli anni 1960; tuttavia Parigi, la sua agglomerazione e la sua area urbana si sono profondamente modificate, a causa dell'urbanizzazione, della globalizzazione e dei cambiamenti sociali; senza che vi siano state modifiche o aggiornamenti nell'architettura amministrativa/istituzionale o nella pianificazione territoriale/urbanistica.
È in questo contesto che si collocano le due dichiarazioni del presidente Nicolas Sarkozy del 2007. Egli intendeva (e immaginava) una visione globale per l'agglomerazione parigina per fare fronte alle due grandi sfide della crescita (economica) e della coesione (sociale). E per pervenirvi aveva identificato quattro leve per il cambiamento: le infrastrutture (che sarà il Grand Paris Express), l'urbanistica (lancio della consultazione «Le Grand Pari(s) de l'agglomération parisienne»), l'attrattività (campus universitari e Paris-Saclay) e l'organizzazione dei poteri (che condurrà alla Métropole du Grand Paris). Egli auspicava che insieme alla riflessione sul Grand Paris si avesse anche una riflessione più globale e approfondita che potesse concretizzarsi in delle soluzioni concrete e importanti per le città e i loro abitanti, in un'ottica a lungo termine, per il XXI secolo.
Secondo Sarkozy Parigi doveva ritrovare quello spirito di trasformazione che la connotava fin dai tempi di Carlo V di Francia. Inoltre, se all'inizio del XX secolo le città mondiali erano tre (New York, Londra e Parigi), nel 1991 la sociologa Saskia Sassen nel suo libro The Global City: New York, London, Tokyo escludeva nel titolo del saggio Parigi dalle città globali; e a partire dagli anni 2000 vi è l'emergenza di nuove città o metropoli (Pechino, Shanghai, Hong Kong, Dubai, ecc.) che hanno sorpassato (o sorpasseranno nei prossimi anni) Parigi in termini di attrattività e competitività nell'economia mondiale. La trasformazione di Parigi, auspicata da Sarkozy, dovrà permettergli di rendersi più attrattiva e competitiva per rispondere alle sfide della globalizzazione, ma al tempo stesso di modernizzarsi e di migliorare la qualità architettonica e urbana e la qualità della vita degli abitanti.
La volontà di un "Grand Paris" o comunque di una cooperazione avanzata, più stretta e coordinata tra le diverse collettività dell'Île-de-France era già emersa a partire 2001 (come indicato nella cronologia); tra il 2001 e il 2007 vi è stata un'attività di dialogo e concertazione tra i differenti attori pubblici dell'Île-de-France, promossa dalla Mairie de Paris. Un'accelerazione si è avuta dopo il 2007 (discorsi di Sarkozy, creazione di un segretariato di Stato dedicato, presentazione di diversi rapporti e relazioni e lancio della consultazione internazionale) a partire da una volontà dall'alto, ma anche grazie alle attività promosse dall'associazione Paris Métropole (che raggruppava più di un centinaio di enti pubblici) a partire dal 2009 e quindi dal basso.
Il progetto del "Grand Paris" è multiforme, da un lato intende razionalizzare le strutture locali e dall'altro lato deve rivoluzionare la geografia della Regione, per infine contribuire allo sviluppo di una metropoli di rango mondiale.
La Métropole du Grand Paris, parte del Grand Paris, a livello di attrattività è il primo bacino di lavoro d'Europa e la prima destinazione turistica al mondo, e rappresenta il 25% del PIL francese.

### Delimitazioni
INSEE e francesi

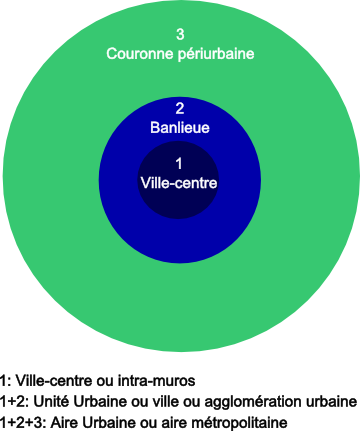
Esplicazione dei termini dell'INSEE di unità urbana e area urbana:
1) Parigi,
1+2) Unità urbana di Parigi,
1+2+3) Area urbana di Parigi.

Oggi il Grand Paris può essere delimitato su diverse zone, a seconda dei contesti nei quali l'espressione è impiegata, alcune delimitazioni sono definite dall'INSEE (1, 5, 6 e 7) mentre altre discendono da delimitazioni amministrative (2 e 3):
1. La Zona di lavoro di Parigi – 101 comuni, 5.988.248 abitanti e 653,4 km² (codice INSEE: 1101);
2. Parigi e la sua «piccola corona» – 124 comuni, 6.773.109 abitanti e 762,2 km² (codice INSEE: 75, 92, 93 e 94);
3. La Métropole du Grand Paris – 131 comuni, 7.020.210 abitanti e 814,2 km² (codice INSEE: 200054781);
4. Paris Métropole – 153 comuni, 5.509.765 abitanti (dal 16 dicembre 2016 con il nuovo nome di Forum métropolitain du Grand Paris, numero SIREN: 200020675)[32];
5. L'Unità urbana di Parigi – 412 comuni, 10.706.072 abitanti e 2.844,8 km² (codice INSEE: 00851);
6. Il Bacino di vita Parigi – 563 comuni, (codice INSEE: 75056);
7. L'Area urbana di Parigi – 1.764 comuni, 12.532.901 abitanti e 17.177,6 km² (codice INSEE: 001);
8. Il Bacino parigino – 28 dipartimenti su 8 regioni (Alta Normandia, Bassa Normandia, Borgogna, Centro, Champagne-Ardenne, Île-de-France, Piccardia e dei Paesi della Loira solo la Sarthe), ovvero la ZEAT 1 Région parisienne e la ZEAT 2 Bassin parisien più il dipartimento della Sarthe (definizione DATAR-1992);

Tuttavia, con l'espressione Grand Paris generalmente ci si riferisce alle zone tra la 2 e la 7.
Eurostat e OCSE
L'OCSE, in collaborazione con Eurostat da sviluppato una definizione armonizzata di aree urbane. Questa definizione è applicata ai 30 paesi membri dell'OCSE e idenfifica 1.179 Functional Urban Areas (FUA) di differenti dimensioni. Il termine Metropolitan areas è impiegato per le 281 Functional Urban Areas con una popolazione superiore a 500.000 abitanti.
L'Eurostat, al 2014, definisce tre zone incentrate sulla città di Parigi:
- la Greater city, che consta di 6.754.282 abitanti; la Greater city consiste nella "città" – intesa come Local Administrative Unit (LAU) – e nella sua estensione urbana nei comuni esterni; questa definizione di Greater city di Eurostat è assimilabile, anche se non identica, a quella di Unité urbaine dell'INSEE; la Greater city di Parigi secondo Eurostat comprende la città di Parigi e i tre dipartimenti della piccola corona;
- la Functional Urban Area (FUA) – in precedenza Larger Urban Zone (LUZ) –, che consta di 11.926.122 abitanti; la Functional Urban Area consiste nella "città" – intesa come Local Administrative Unit (LAU) – e nella sua commuting zone (zona di pendolarismo), ovvero i comuni periferici; questa definizione di Functional Urban Area di Eurostat è assimilabile, anche se non identica, a quella di Aire urbaine dell'INSEE; la Functional Urban Area di Parigi secondo Eurostat comprende un territorio grossomodo simile a quello delimitato dall'INSEE per l'area urbana di Parigi;
- la Metropolitan region, che consta di 12.027.565 abitanti (codice: FR001MC); queste zone metropolitane sono delle regioni NUTS 3 o delle combinazioni di regioni NUTS 3 comprendenti tutte la agglomerazioni di almeno 250.000 abitanti; queste agglomerazioni sono determinate sulla base delle Functional Urban Areas (FUA); la Metropolitan region di Parigi secondo Eurostat comprende il territorio dell'Île-de-France.

L'OCSE, al 2014, definisce due zone incentrate sulla città di Parigi:
- la City area è l'agglomerazione di Parigi, che consta di 9 532 016 abitanti e che ha una superficie di 2 031,2 km²;
- la Metropolitan area è l'area metropolitana di Parigi, che consta di 12 037 889 abitanti e che ha una superficie di 12 089,37 km²;
- la Commuting zone area è la zona di pendolarismo, che consta di 2 505 873 abitanti e che ha una superficie di 10 058,17 km² (ovvero la differenza tra City area e Metropolitan area).

Rispettivamente Eurostat e OCSE, con Greater city e City area delimitano le agglomerazioni; mentre con Functional Urban Area/Metropolitan region e Metropolitan area delimitano le aree metropolitane.

### Organizzazione
T1 – Ville de Paris (non è un EPT)
     T2 – Vallée Sud Grand Paris (VSGP)
     T3 – Grand Paris Seine Ouest (GPSO)
     T4 – Paris Ouest La Défense (POLD)
     T5 – Boucle Nord de Seine (BNS)
     T6 – Plaine Commune (PC)
     T7 – Paris Terres d'Envol (PTE)
     T8 – Est Ensemble (EE)
     T9 – Grand Paris - Grand Est (GPGE)
     T10 – Paris-Est-Marne et Bois (PEMB)
     T11 – Grand Paris Sud Est Avenir (GPSEA)
     T12 – Grand-Orly Seine Bièvre (GOSB)

I territori del Grand Paris:
T1 – Ville de Paris (non è un EPT)
T2 – Vallée Sud Grand Paris (VSGP)
T3 – Grand Paris Seine Ouest (GPSO)
T4 – Paris Ouest La Défense (POLD)
T5 – Boucle Nord de Seine (BNS)
T6 – Plaine Commune (PC)
T7 – Paris Terres d'Envol (PTE)
T8 – Est Ensemble (EE)
T9 – Grand Paris - Grand Est (GPGE)
T10 – Paris-Est-Marne et Bois (PEMB)
T11 – Grand Paris Sud Est Avenir (GPSEA)
T12 – Grand-Orly Seine Bièvre (GOSB)

Il territorio del Grand Paris è organizzato in molte intercomunalità ("EPCI a fiscalità propria"); di seguito si riportano le intercomunalità dell'Île-de-France la cui sede ricade nell'unità urbana di Parigi:
- Métropole du Grand Paris (MPG) - 7 020 210 ab.[50], divisa in établissements publics territoriaux:
  - T1 – Ville de Paris (non è un EPT) - 2 206 488 ab.[50]
  - T2 – Vallée Sud Grand Paris (VSGP) - 400 617 ab.[58]
  - T3 – Grand Paris Seine Ouest (GPSO) - 322 723 ab.[59]
  - T4 – Paris Ouest La Défense (POLD) - 565 408 ab.[60]
  - T5 – Boucle Nord de Seine (BNS) - 445 459 ab.[61]
  - T6 – Plaine Commune (PC) - 437 806 ab.[62]
  - T7 – Paris Terres d'Envol (PTE) - 363 258 ab.[63]
  - T8 – Est Ensemble (EE) - 463 020 ab.[64]
  - T9 – Grand Paris - Grand Est (GPGE) - 397 008 ab.[65]
  - T10 – Paris-Est-Marne et Bois (PEMB) - 513 459 ab.[66]
  - T11 – Grand Paris Sud Est Avenir (GPSEA) - 313 538 ab.[67]
  - T12 – Grand-Orly Seine Bièvre (GOSB) - 701 702 ab.[68]
- Senna e Marna (77), organizzato in CA e CC
  - CA Marne et Gondoire
  - CA Melun Val de Seine
  - CA Paris - Vallée de la Marne
  - CA Val d'Europe Agglomération
  - CC Les Portes Briardes Entre Villes et Forêts
- Yvelines (78), organizzato in CU, CA e CC
  - CA Saint Germain Boucles de Seine
  - CA de Saint Quentin en Yvelines
  - CA Versailles Grand Parc (C.A.V.G.P.)
  - CC de la Haute Vallée de Chevreuse
  - CU Grand Paris Seine et Oise
- Essonne (91), organizzato in CA
  - CA Communauté Paris-Saclay
  - CA Coeur d'Essonne Agglomération
  - CA Val d'Yerres Val de Seine
  - CA Grand Paris Sud Seine Essonne Sénart
- Val-d'Oise (95), organizzato in CA e CC
  - CA Roissy Pays de France
  - CA Plaine Vallée
  - CA Val Parisis
  - CA de Cergy-Pontoise
  - CC Sausseron Impressionnistes
  - CC de la Vallée de l'Oise et des Trois Forêts

Inoltre vi sono "EPCI senza fiscalità propria" – syndicats intercommunaux (SIVU e SIVOM) e syndicats mixtes (fermés e ouverts) – che si occupano dell'organizzazione e della gestione di alcuni servizi; si riportano di seguito quelli basati a Parigi:
- Etablissement public territorial de bassin Seine Grands Lacs
- Forum métropolitain du Grand Paris (ex Paris Métropole)[32]
- Syndicat d'Etudes Vélib' Métropole
- Syndicat des eaux d'Ile-de-France (SEDIF)
- Syndicat intercommunal de la périphérie de Paris pour les énergies et les réseaux de communication (SIPPEREC)
- Syndicat intercommunal funéraire de la région parisienne (SIFUREP)
- Syndicat intercommunal pour le gaz et l'électricité en Ile-de-France (SIGEIF)
- Syndicat mixte Autolib' et Vélib' Métropole
- Syndicat mixte central de traitement des ordures ménagères (SYCTOM)